# Anna Enquist
Anna Enquist, cunoscută sub pseudonimul literar Christa Widlund-Broer, (n. 19 iulie 1945, Amsterdam, Țările de Jos) este o scriitoare, poetă, muziciană și psihanalistă neerlandeză, apreciată pentru darul povestirii și intuiția ei psihologică. A fost supranumită Ingmar Bergman a literaturii neerlandeze de către un critic al revistei franceze Express.
Anna Enquist a copilărit la Delft, a studiat pianul la Conservatorul din Haga și a fost pianista de concert. 
A studiat psihologia clinică la Leiden și a devenit psihanalistă și cadru didactic în domeniul psihologiei.
Anna Enquist a devenit cunoscută ca poetă, apoi ca autoare de romane de mare succes în întreaga lume. O parte din operele ei sunt inspirate din universul creației artistice și al interpretării muzicale.

## Romane
- Capodopera, 1995 ("Het meesterstuk") -
- Secretul, 1997 ("Het geheim") - premiul publicului neerlandez
- Cărătorii de gheață, 2003 ("De ijsdragers")
- Întoarcerea, 2005 ("De thuiskomst") - despre viața căpitanului James Cook și mai ales a soției acestuia, Elizabeth Batts. Traducerea franceză a obținut premiul Prix du Livre Corderie Royale - Hermione.
- Contrapunctul, 2008

## Povestiri
- Rănirea, 2005
- Saltul - șase monologuri, 2006

## Volume de versuri
patru culegeri
- Soldatenlieder, 1991 - premiat cu premiul C. Buddingh
- al doilea volum - premiat cu premiul Van der Hoogt